# Вукманић
Вукманић је насељено место у саставу града Карловца, на Кордуну, у Карловачкој жупанији, Република Хрватска.

## Географија
Церовац Вукманићки се налази око 13 км југоисточно од Карловца.

## Историја
У месту је рођен један од првака покретача хрватског Илирског покрета, правник и књижевник Иван Деркос (1808-1834).
Вукманић се од распада Југославије до августа 1995. године налазио у Републици Српској Крајини. До територијалне реорганизације у Хрватској налазио се у саставу бивше велике општине Карловац.

## Становништво
На попису становништва 2011. године, Вукманић је имао 207 становника.
| Демографија | Демографија | Демографија |
| Година      | Становника  | Становника  |
| ----------- | ----------- | ----------- |
| 1971.       | 465         |             |
| 1981.       | 421         |             |
| 1991.       | 360         |             |
| 2001.       | 261         |             |
| 2011.       |             | 207         |

## Познати личности
- Иван Рибар, југословенски политичар и учесник Народноослободилачке борбе